# Rinaldo Alessandrini
Pour les articles homonymes, voir Alessandrini.
Rinaldo Alessandrini (né à Rome le 25 janvier 1960) est un claveciniste, organiste, pianofortiste, chef de chœur et chef d'orchestre italien, fondateur de l'ensemble vocal et instrumental Concerto Italiano. 

## Biographie
Alessandrini est spécialiste des répertoires des XVIIe et XVIIIe siècles. Ses enregistrements, notamment de Monteverdi ou Vivaldi sont d'incontestables références.
Rinaldo ne commence l'étude du piano que vers l'âge de 14 ans. Parallèlement, il participe à un ensemble choral. À 18 ans, il découvre le clavecin qui sera la source de sa vocation dans la musique ancienne. Il prend des cours chez Ton Koopman et donne son premier concert.
En 1984 il fonde l'ensemble Concerto Italiano avec le violoniste Fabio Biondi, donnant un premier concert à Rome. Il se consacre dans un premier temps à l'opéra et à la musique religieuse baroque, principalement du répertoire italien, avant d'étendre son répertoire à la musique instrumentale. Par la suite, il mène une carrière de chef invité dans les grandes maisons d'opéra où il est sollicité pour des productions d'opéras de Monteverdi, Haendel, Vivaldi, Mozart, entre autres.
Rinaldo Alessandrini reçoit des prix prestigieux comme le Gramophone Award décerné par le magazine Gramophone (trois fois), le Grand prix du Disque (deux fois), le prix Midem de Cannes (quatre fois) et le Premio Abbiata, prix de la critique italienne. Il est également nommé Chevalier de l'Ordre des Arts et des Lettres en 2003 et écrit un essai sur Monteverdi, paru en français chez Actes Sud en 2004 : Monteverdi (traduit en français par Béatrice Arnal).

## Discographie sélective
- Cembalo Konzerte, de Johann Sebastian Bach
- Gloria RV 589 - Magnificat RV 611, d'Antonio Vivaldi
- Stabat Mater - Nisi Dominus, d'Antonio Vivaldi
- Concerti per violino & archi, d'Antonio Vivaldi
- Partite, Sonate e Sinfonie, de František Tůma, 2008
- Musica sacra vespro In II. Vesperis in Festis B.Mariae V. Motteti de Claudio Monteverdi, 1996
- Piano concertos K.415, 175, 503, de Wolfgang Amadeus Mozart, avec Olivier Cavé au piano, 2016[2]

## Prix et distinctions
- 1990 : Grand prix du disque pour son album Frescobaldi[1]
- 1993 : prix Caecilia[1]
- 2003 : chevalier dans l’ordre des Arts et des Lettres[1]